# Esteban Abaria
Esteban Abaria (* 1660 in Ordizia; † 18. Jahrhundert) war ein baskischer Architekt.
Von Abaria stammt der Turm der Pfarrkirche „Santa Maria de Oxirondo“ in Bergara, Provinz Gipuzkoa. Der Turm wurde ab 1701 errichtet.